# Monte Generoso
Il monte Generoso o Calvagione (1704 m s.l.m.; mont Generos, Casgnon o Calvagion in lombardo) è una montagna delle Prealpi Luganesi situato al confine tra Svizzera e Italia. La vetta conosciuta anche come punta Càdola è condivisa tra il comune italiano di Centro Valle Intelvi e quello svizzero di Val Mara. Del massiccio fa parte una cima leggermente più bassa detta Baraghetto (1.704 m ) appena più a nord di quella principale.

## Storia

### Storia geologica
Il Monte Generoso è costituito principalmente dal Calcare di Moltrasio, una formazione rocciosa sedimentaria che si è depositata durante il periodo del Giurassico inferiore, tra 190 e 200 milioni di anni fa. Questo calcare si presenta in strati molto ordinati, con spessori variabili. In particolare, la roccia del Monte Generoso è composta da strati di calcare selcifero che si sono formati sul fondo del mare a causa del deposito di gusci di molluschi e scheletri di vertebrati marini. Questi strati possono essere spessi anche 15 cm, separati da sottili livelli argillitici. 

### Antropologia e speleologia
Sul versante orientale in territorio italiano è stata da pochi anni scoperta una grotta, che ha preso il nome di Caverna Generosa, ma comunemente conosciuta come Grotta dell'Orso perché vi sono stati trovati i resti di un orso delle caverne (Ursus spelaeus) risalenti ad un periodo compreso tra i 50000 e i 30000 anni fa. La fauna fossile è costituita da molte altre specie tra cui il lupo (Canis lupus), l'orso bruno (Ursus arctos), lo stambecco (Capra ibex), l'alce (Alces alces) e molti altri.
Ancora al suo interno più recentemente sono stati rinvenuti reperti attribuibili all'uomo di Neandertal, risalenti ad un periodo compreso tra i 50000 e i 60000 anni fa.
La montagna è comunque ricchissima di anfratti, ad oggi sono censite 92 grotte per una lunghezza totale di 13 chilometri.

### Storia recente
Il 7 settembre 1893 il Monte Generoso accolse la visita della regina Margherita di Savoia e del principe ereditario futuro re Vittorio Emanuele III.

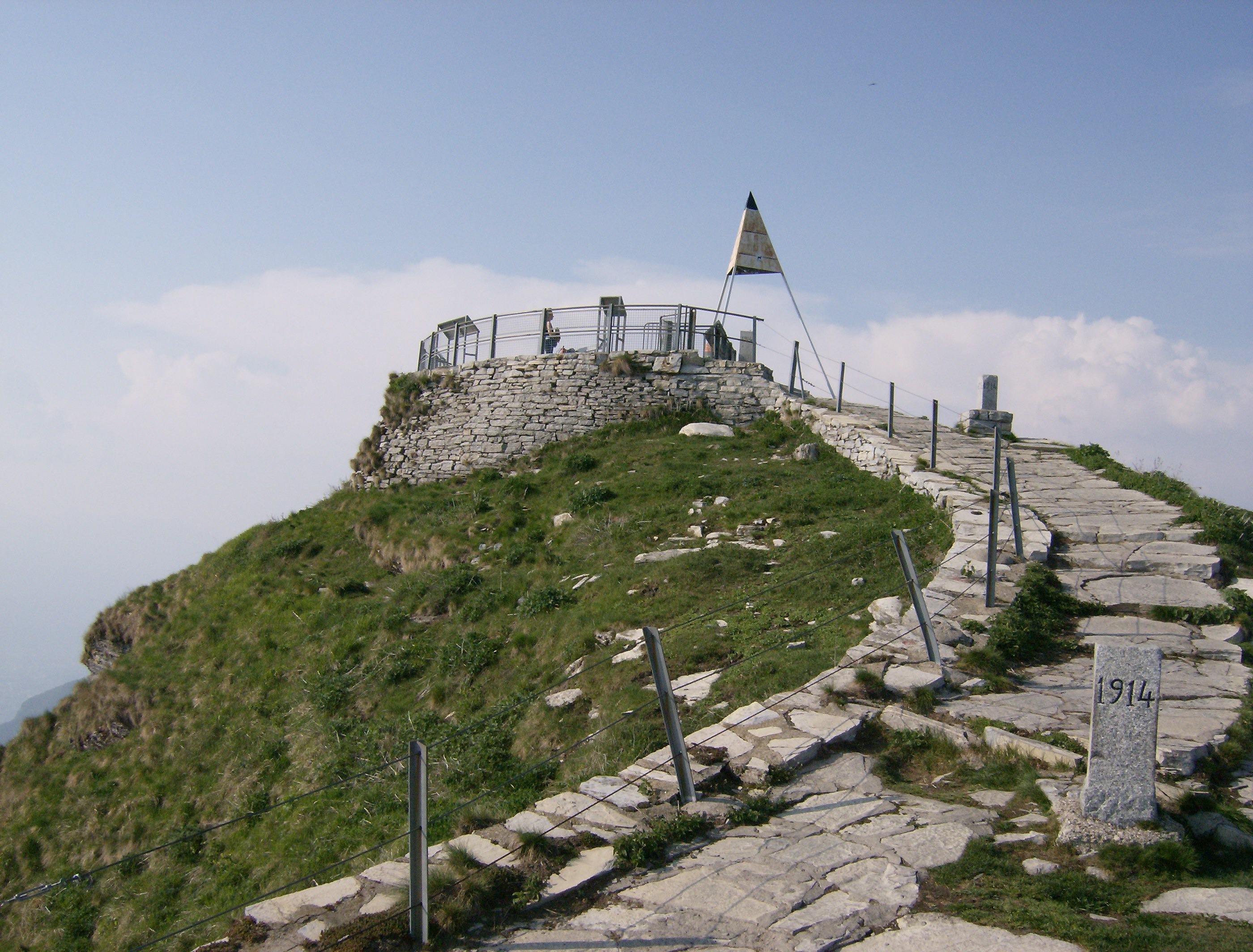
Vetta del Monte Generoso con la piattaforma panoramica, a destra si notano due cippi di confine, il territorio italiano è anch'esso sulla destra.

## Posizione geografica
Il monte si trova sulla sponda orientale del lago Ceresio tra Lugano e Chiasso, così come non è lontano dalla sponda occidentale del Lario (lo separa la val d'Intelvi). Il confine tra Italia e Svizzera si trova sui versanti orientale e settentrionale. I versanti sud e ovest appartengono alla Svizzera, il versante nord-est all'Italia, l'area della parte elvetica risulta preponderante.

### Accesso
La montagna è di facili e molteplici accessibilità, anche se il suo lato nordoccidentale è particolarmente scosceso.
Dalla cittadina svizzera di Mendrisio comincia una strada che termina nei pressi della località Alpe di Mendrisio (1150 m), dove prende il via un comodo percorso di circa un'ora e mezza per la vetta.
Sempre dal lato ticinese altri tracciati partono dalla località di Scudellate e dal paese di Arogno, quest'ultima è un'ascesa decisamente più impegnativa adatta agli escursionisti esperti. Inoltre dalla frazione Orimento (1275 m) nel comune di Centro Valle Intelvi in Italia, dove sorge l'omonimo rifugio, partono un paio di sentieri che in meno di due ore portano agevolmente in cima.
Da Capolago (quartiere di Mendrisio) inizia la ferrovia a cremagliera del monte Generoso, costruita da Carlo Pasta e inaugurata il 4 giugno 1890, che parte da Capolago, sul Lago di Lugano, a 274 m s.l.m. e raggiunge la vetta, a 1704 metri di quota, dopo 40 minuti di viaggio. Dal 2013 la ferrovia ha sospeso temporaneamente il servizio, fino all'ultimazione dei lavori in vetta per la costruzione di un nuovo albergo-ristorante. Nel 2017 il servizio è regolarmente ripreso.

### Cedimento del terreno
Nell'ottobre 2010 uno scoscendimento del terreno ha provocato, per motivi precauzionali, la chiusura dell'albergo che sorgeva in vetta al Generoso. Lo smantellamento e la demolizione del vecchio ristorante-albergo, si sono conclusi a metà novembre 2014. Ora della vecchia struttura resta soltanto una piccola parte e i lavori per la costruzione di una nuova struttura alberghiera sono proseguiti fino alla seconda metà del 2016. Il nuovo ristorante panoramico, chiamato "fiore di pietra", progettato dall'architetto Mario Botta, è stato inaugurato il 29 marzo 2017.

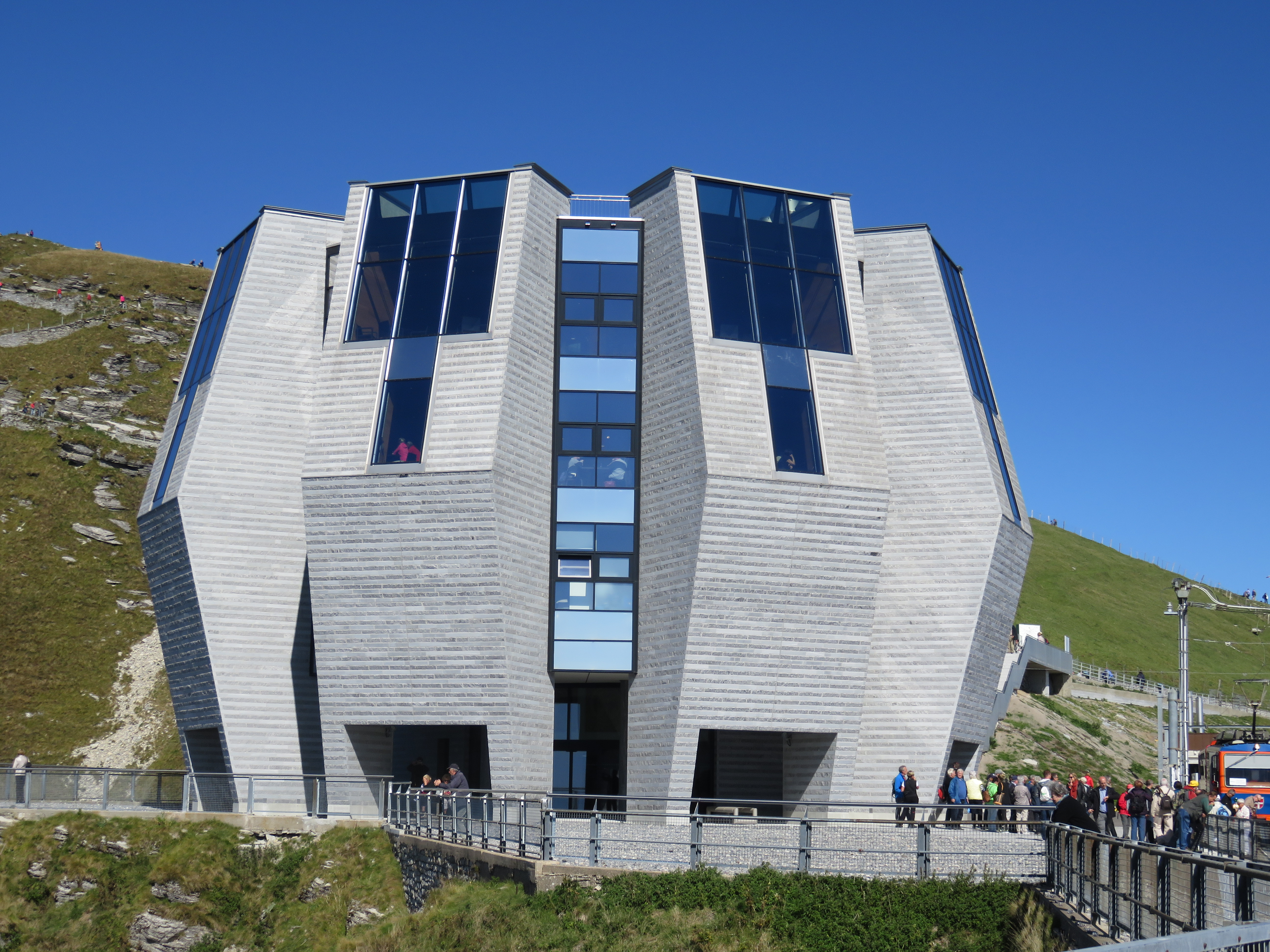
Fiore di Pietra (Mario Botta)

## Galleria d'immagini

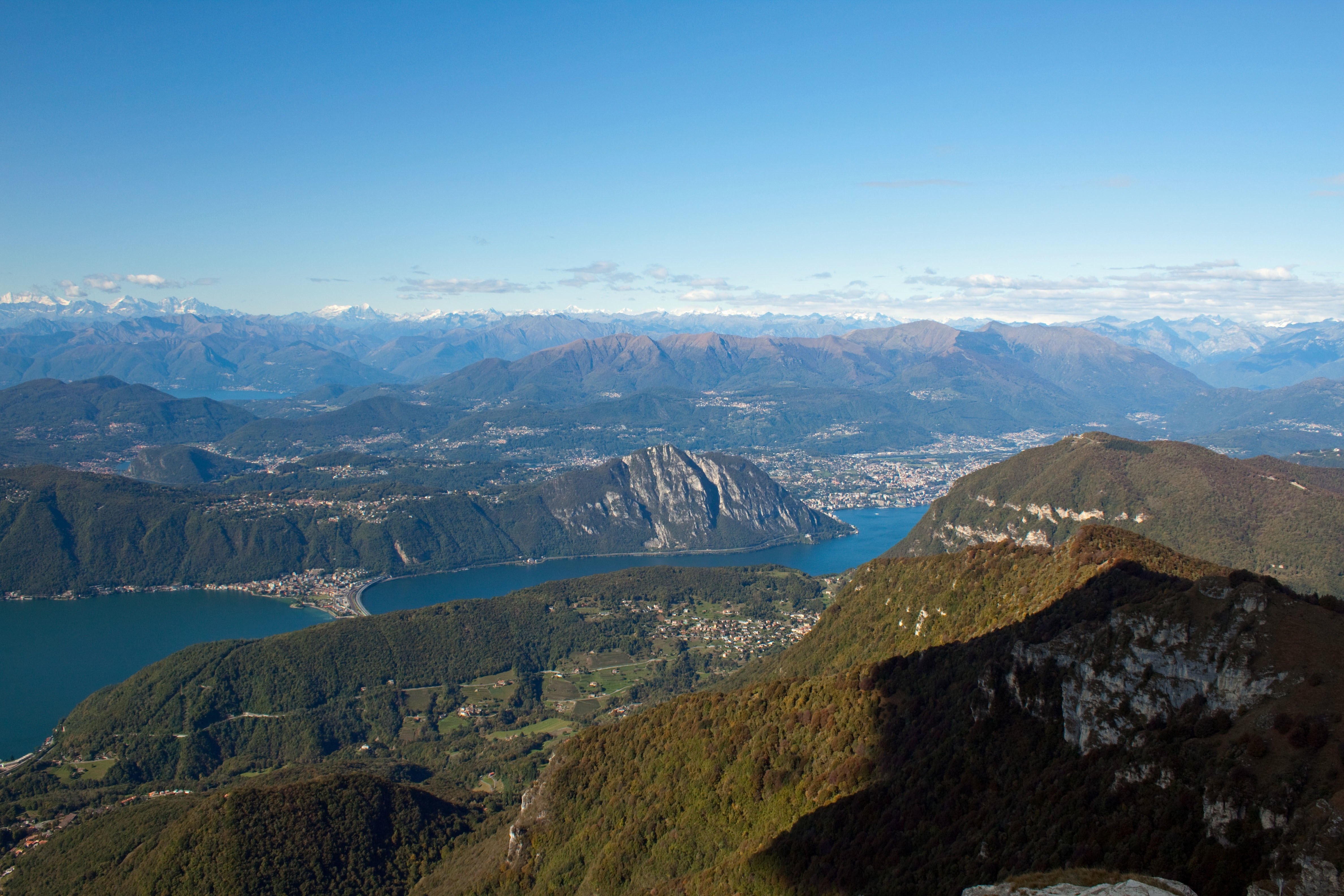
Monte Generoso: panorama verso nord: Alpi vallesane e urane.
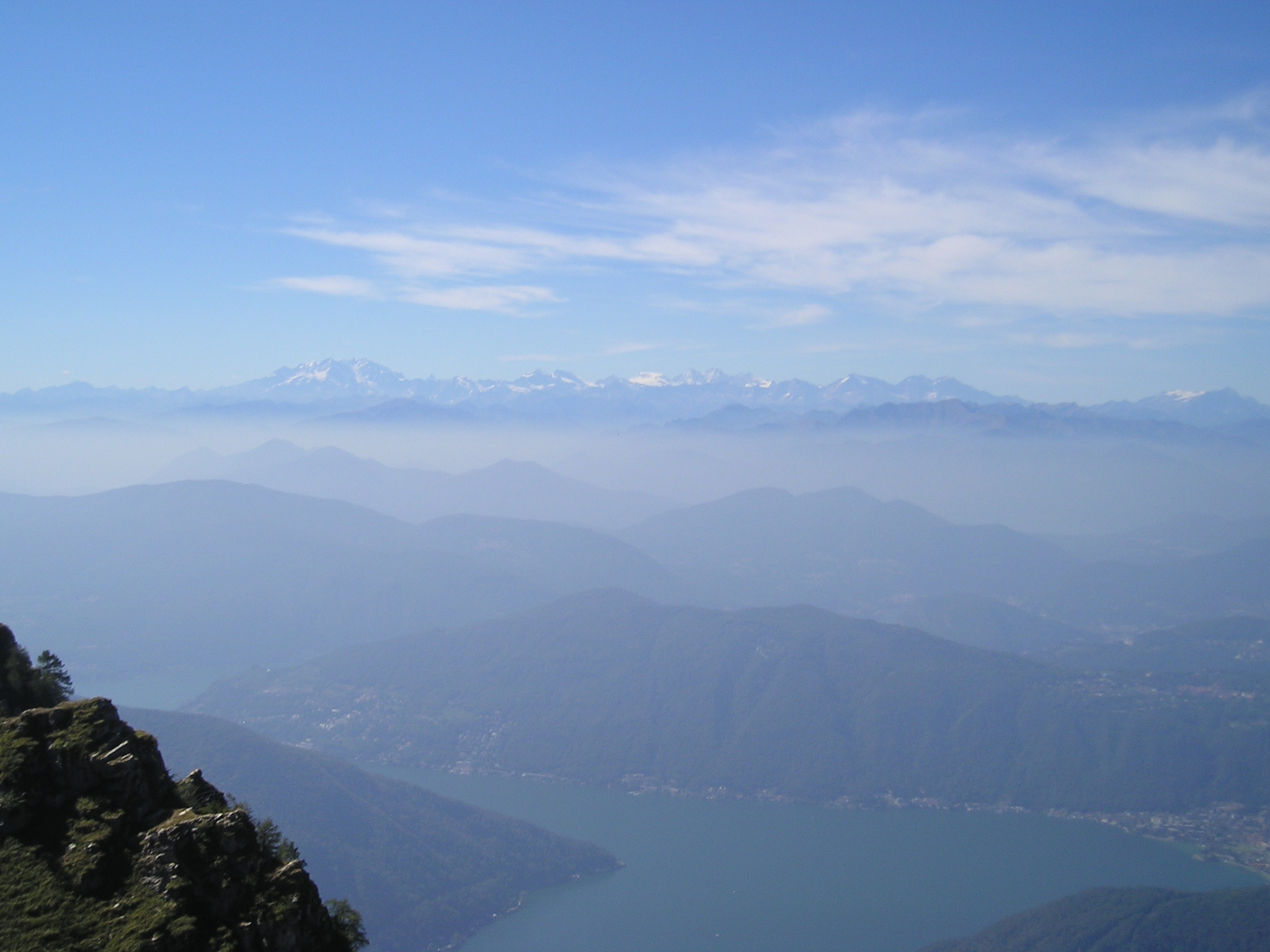
Monte Generoso, vista in direzione del Monte Rosa
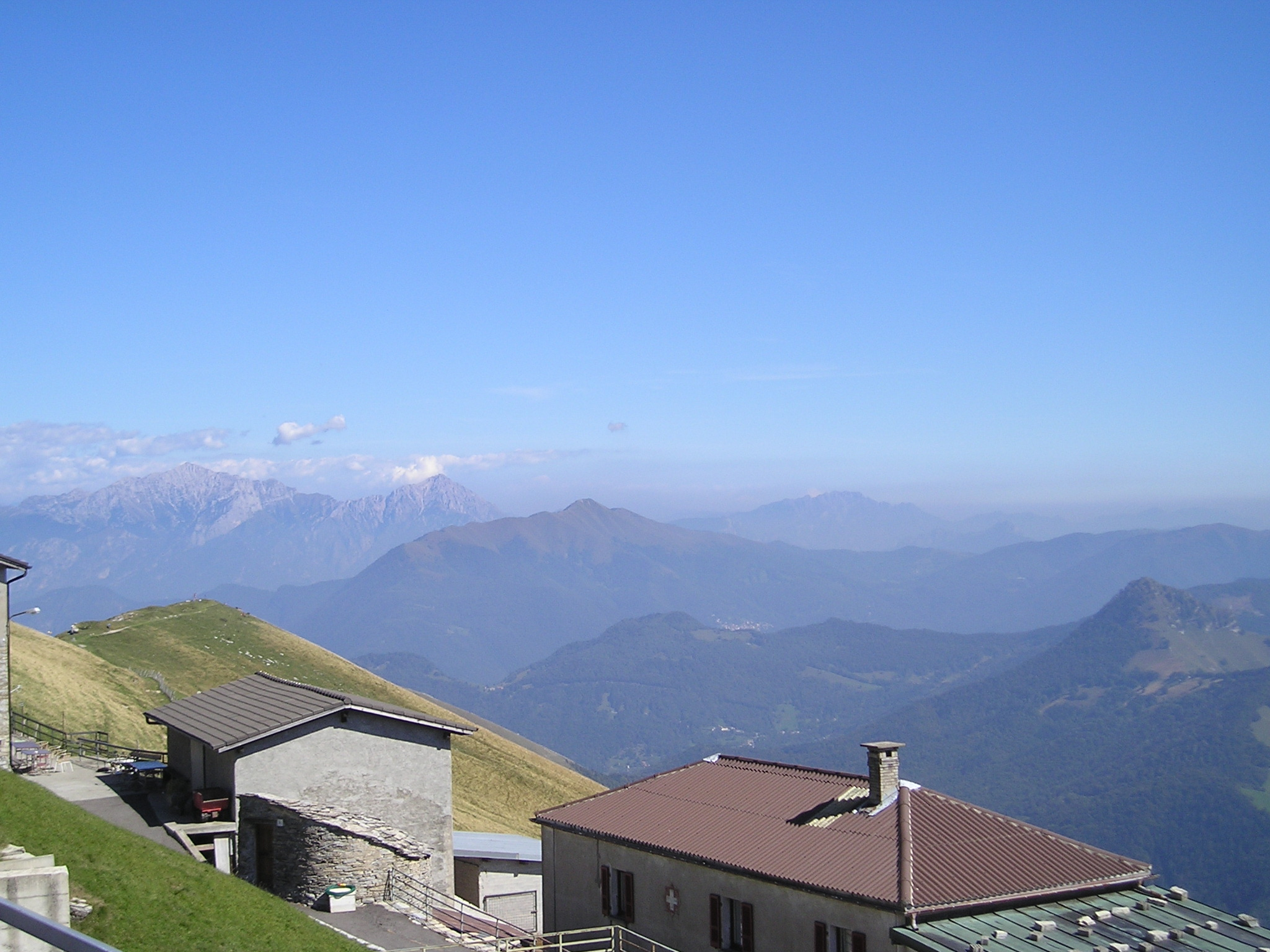
Vista dal Monte Generoso verso le due Grigne, il Monte San Primo, il Resegone ed il Sasso Gordona.
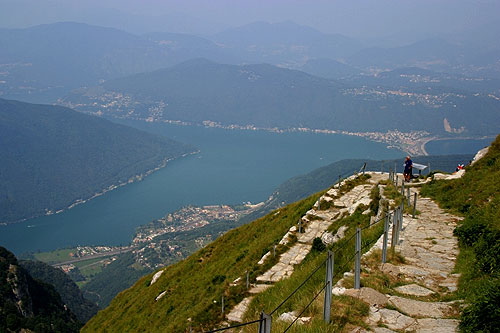
Vista dal Monte Generoso verso il Lago di Lugano
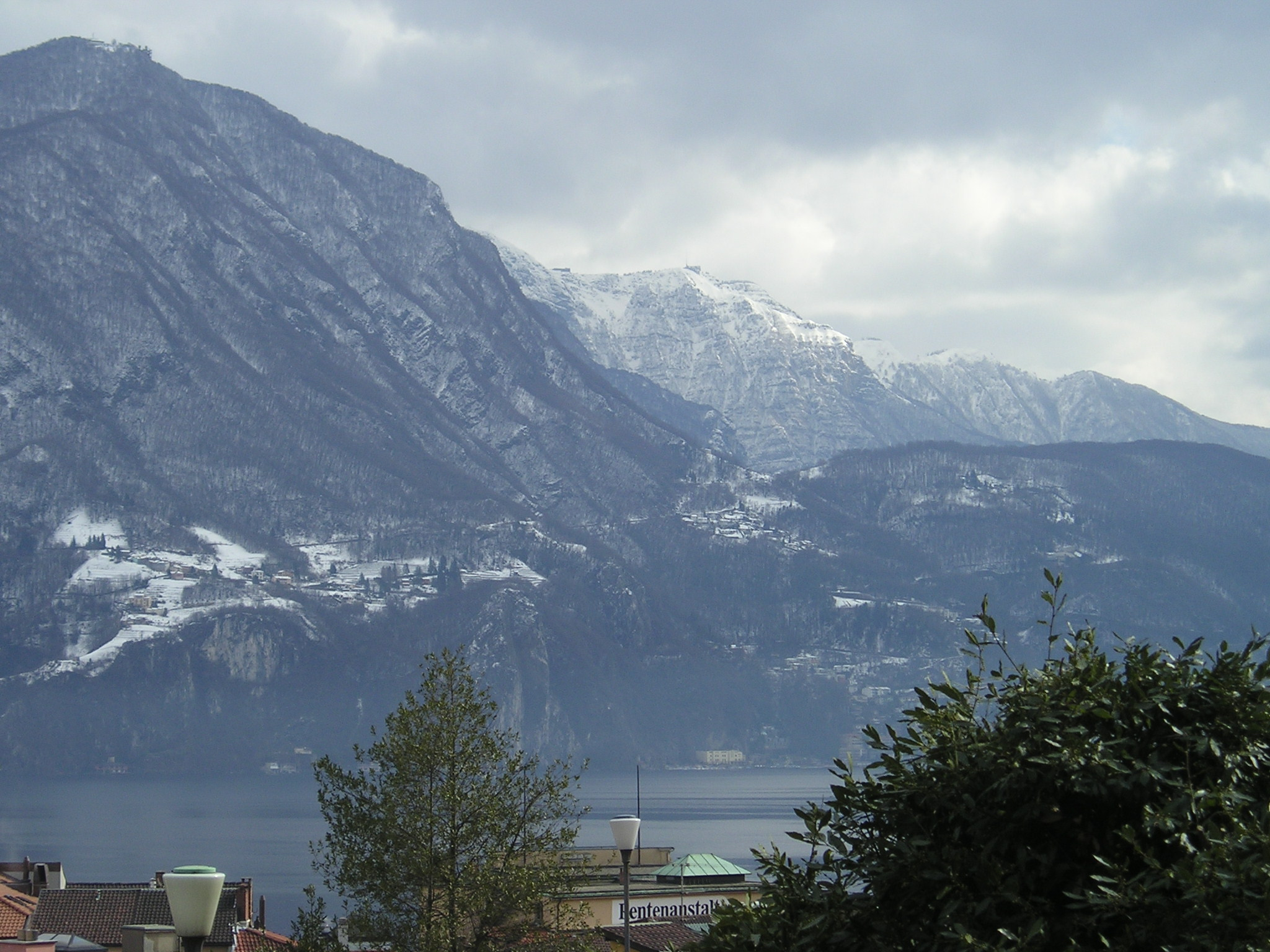
Vista del Monte Generoso (a destra nella foto) e del Monte Sighignola da Lugano
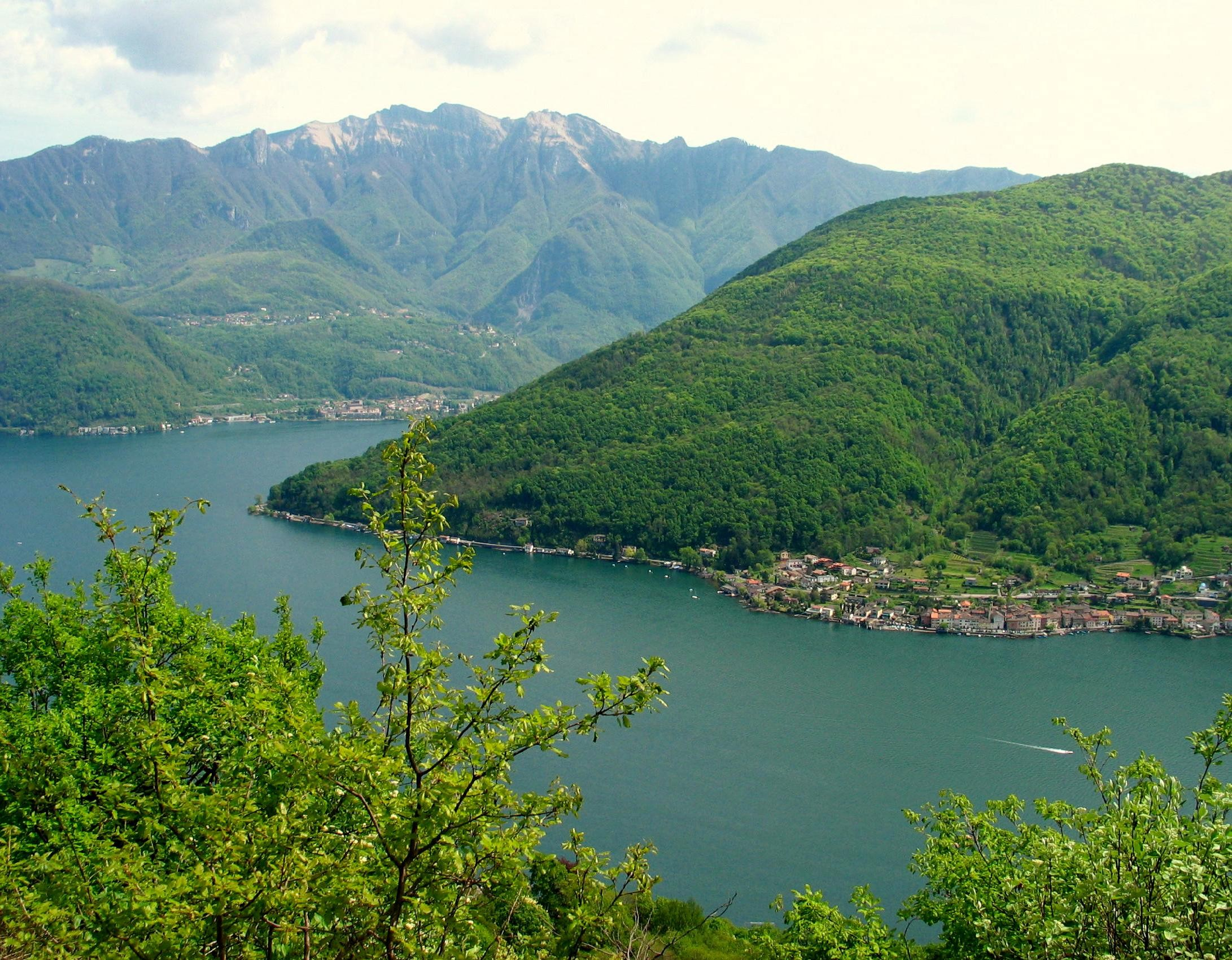
Brusino Arsizio e il Monte Generoso
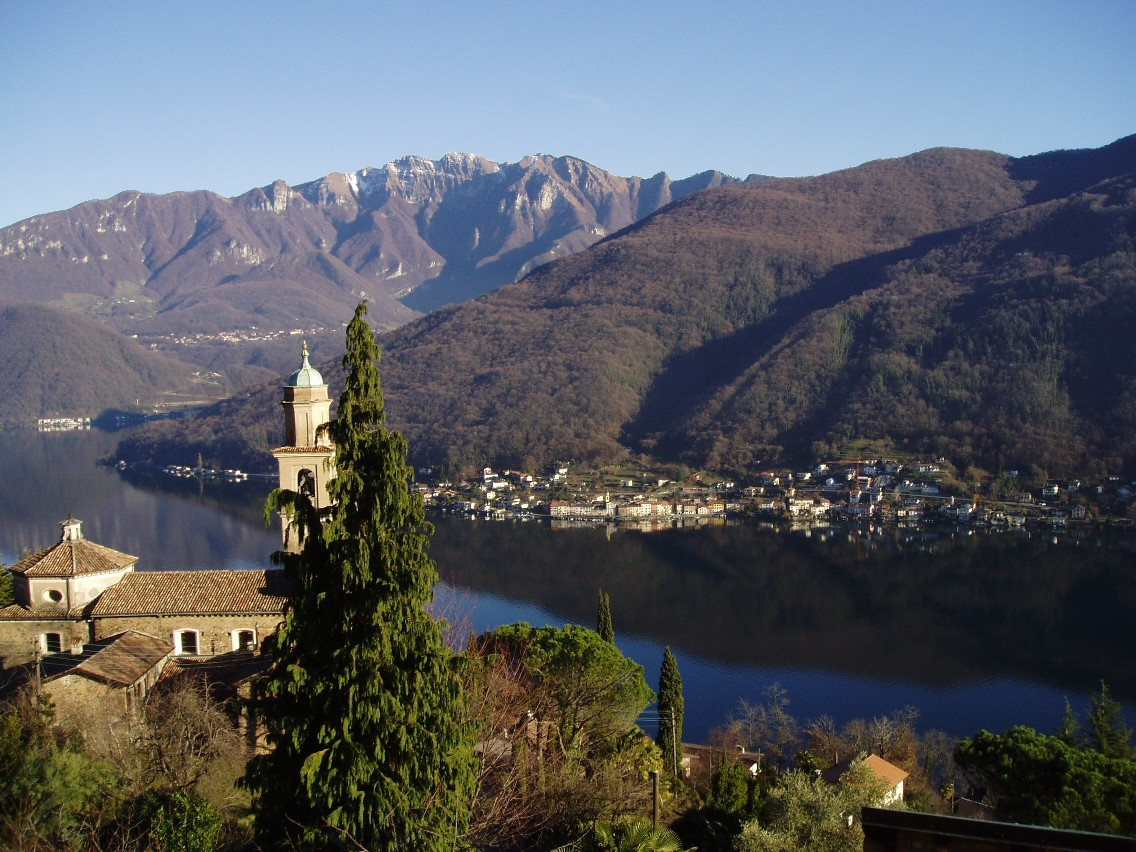
Brusino Arsizio e il Monte Generoso da Vico Morcote
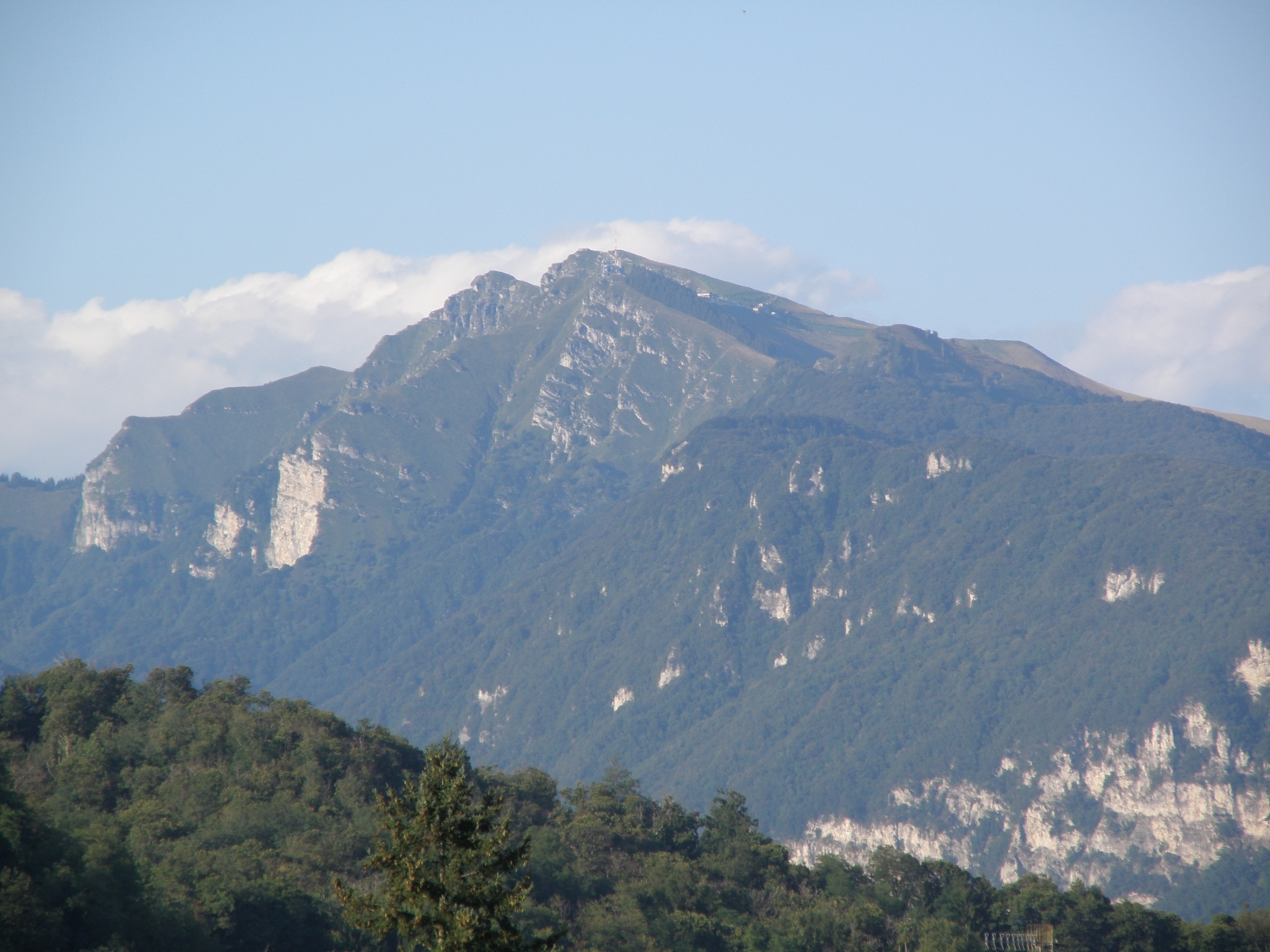
Vista del Monte Generoso da Cantello (VA)
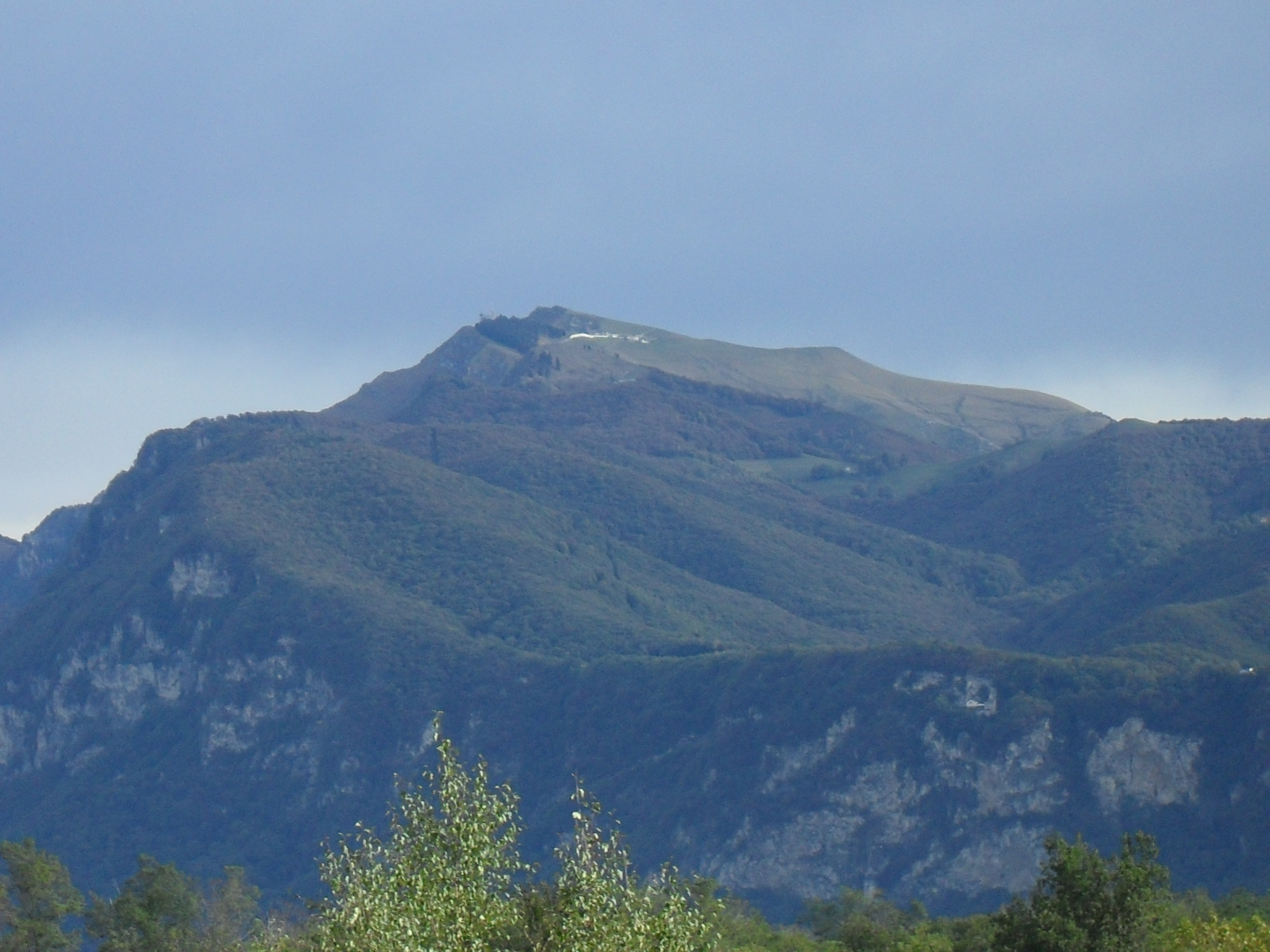
Vista del Monte Generoso dalla Valmorea in località Bizzarone (CO)
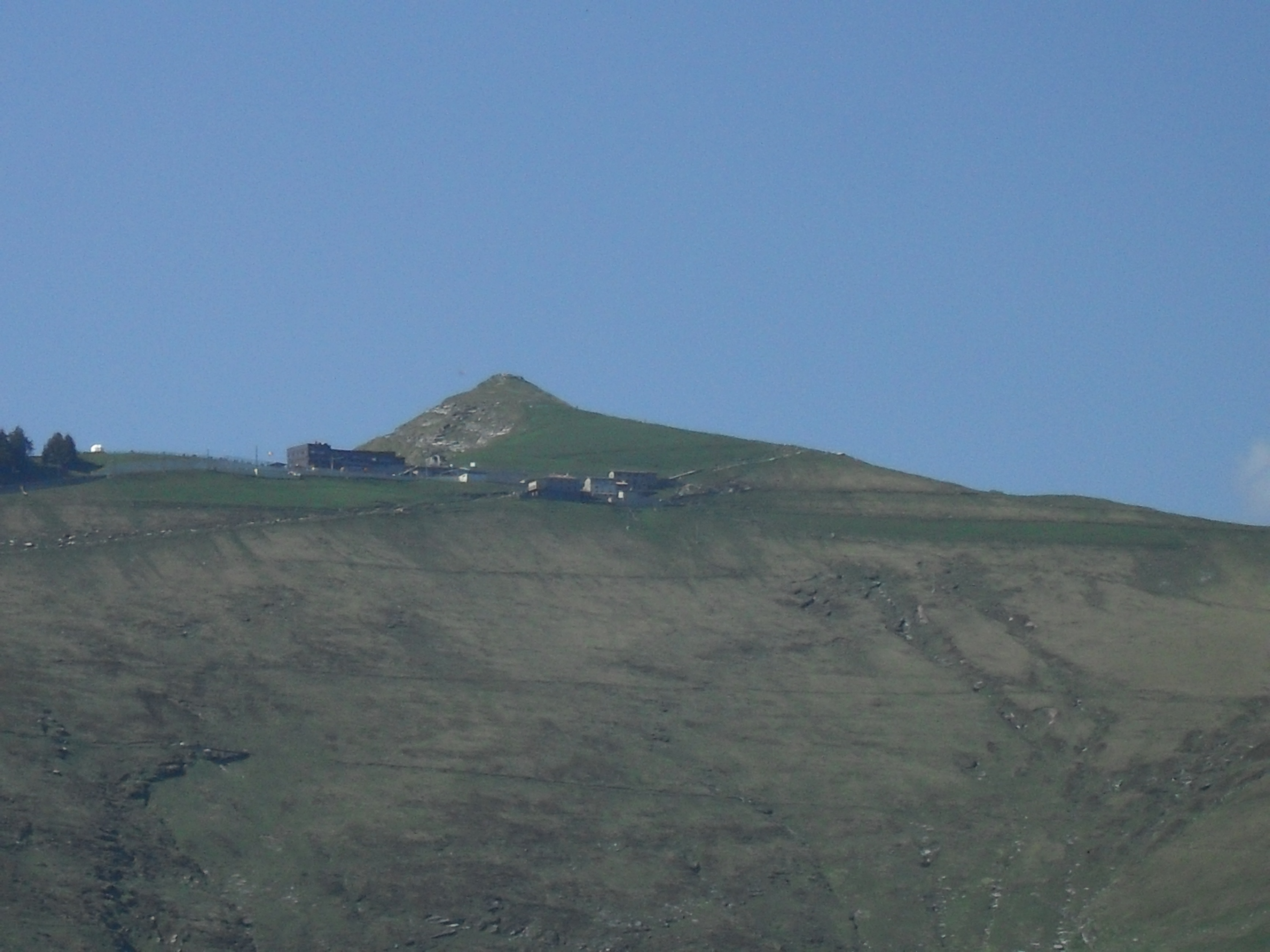
La vetta vista nei pressi della località La Grassa
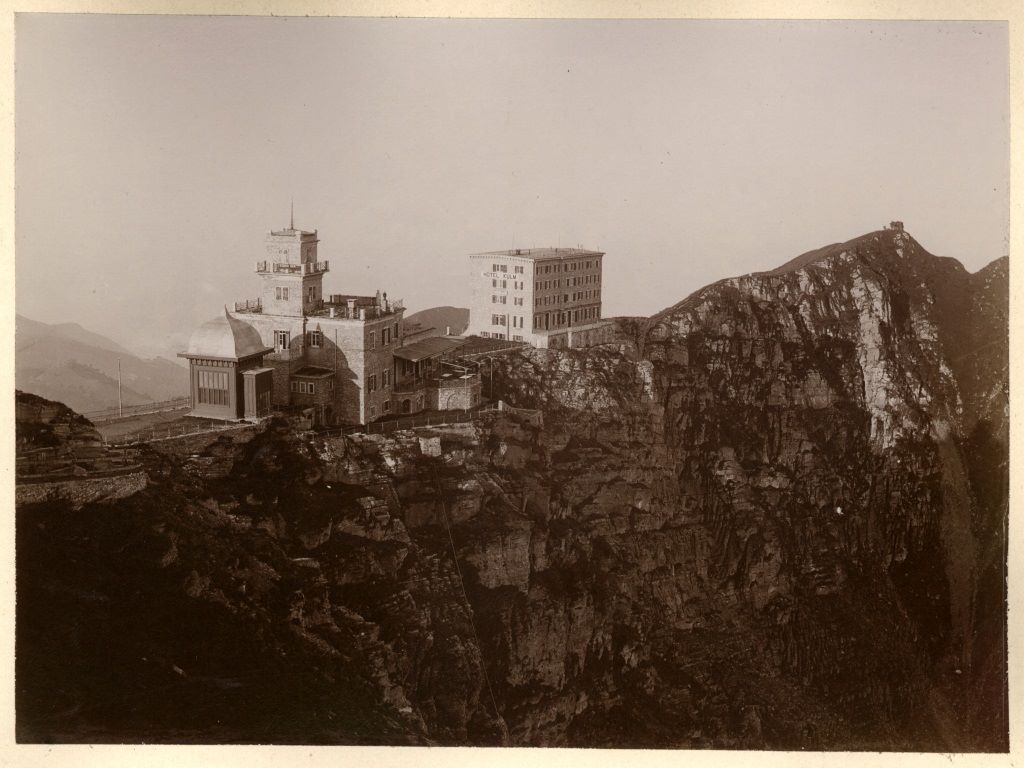
La vetta nell'anno 1900
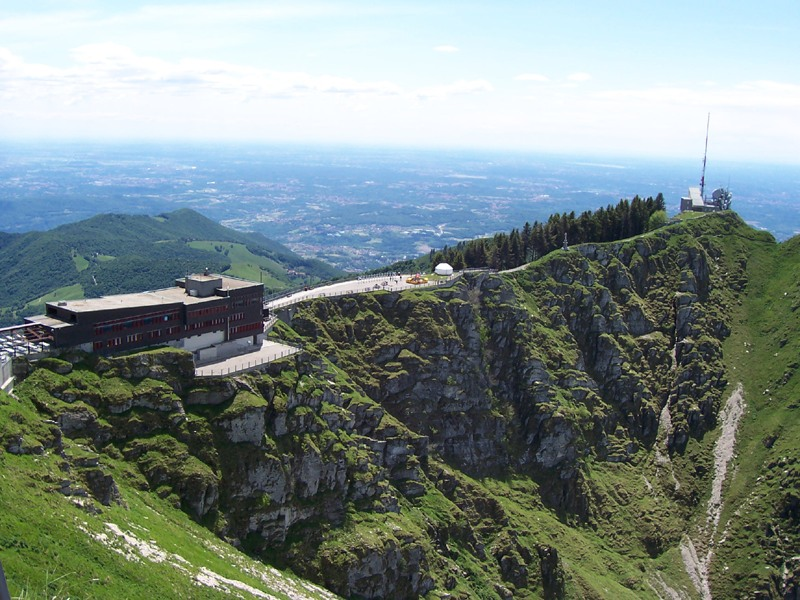
Il ristorante, l'osservatorio astronomico, l'antenna del ripetitore
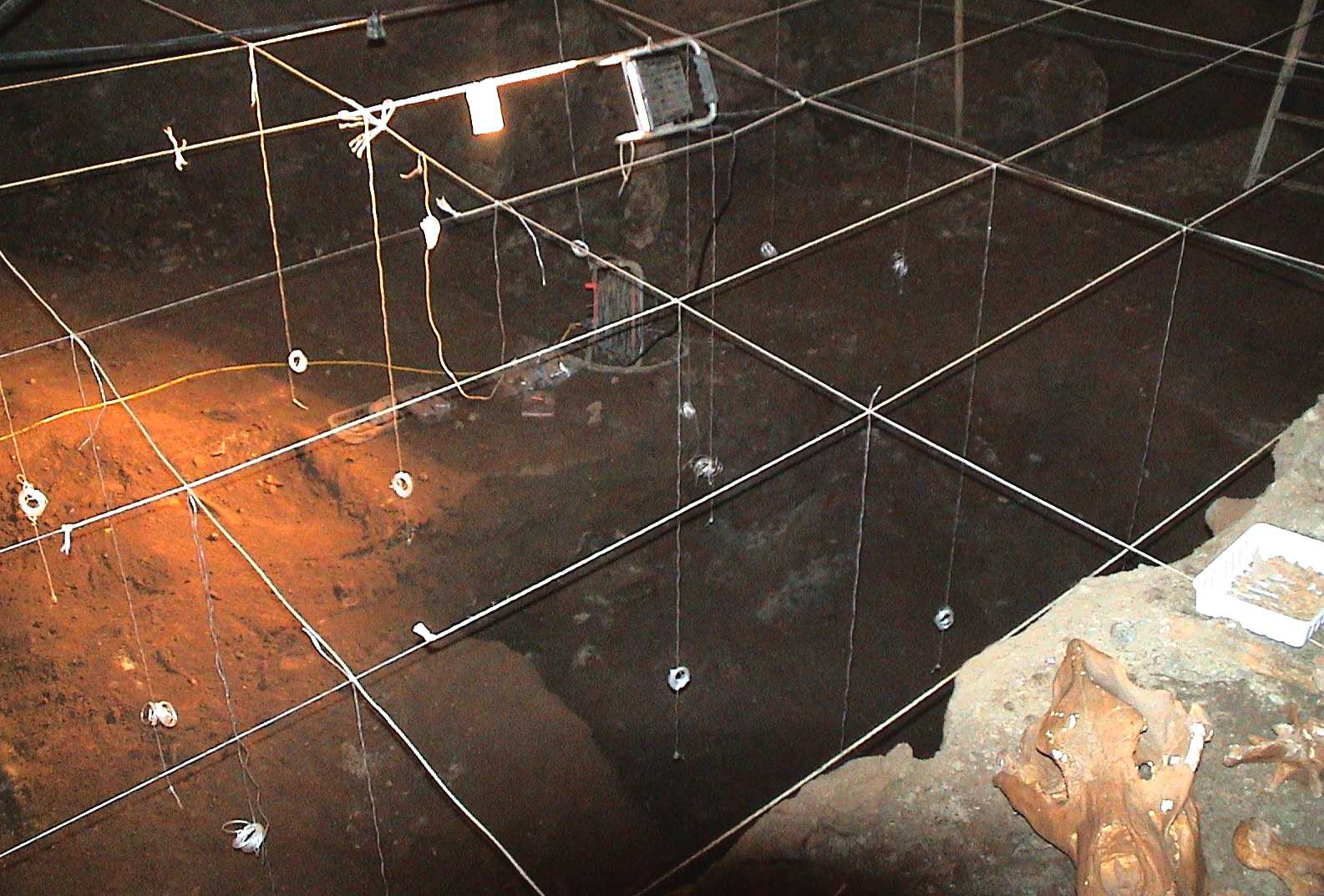
Monte Generoso, grotta dell'orso
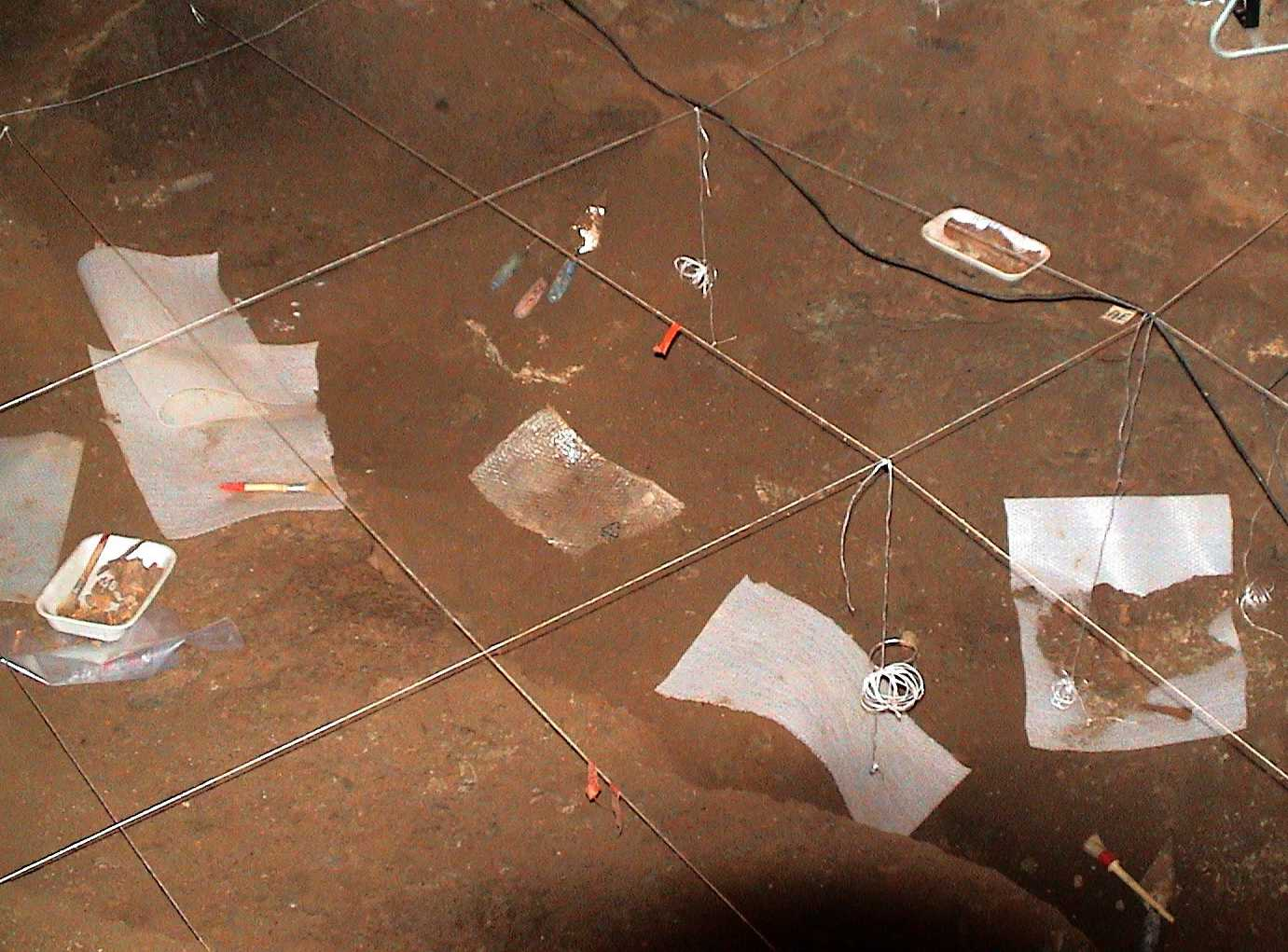
Monte Generoso, grotta dell'orso
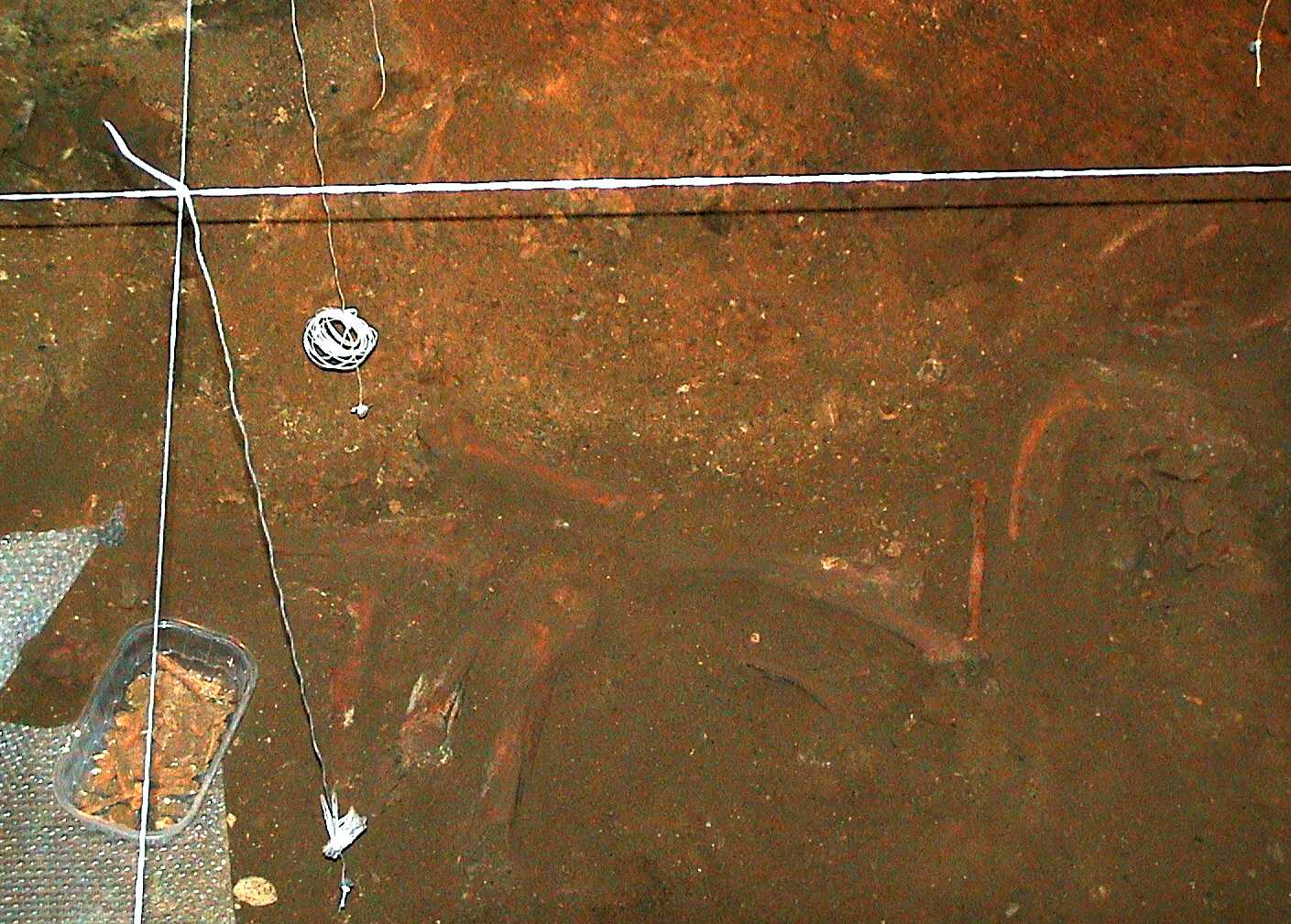
Monte Generoso, grotta dell'orso
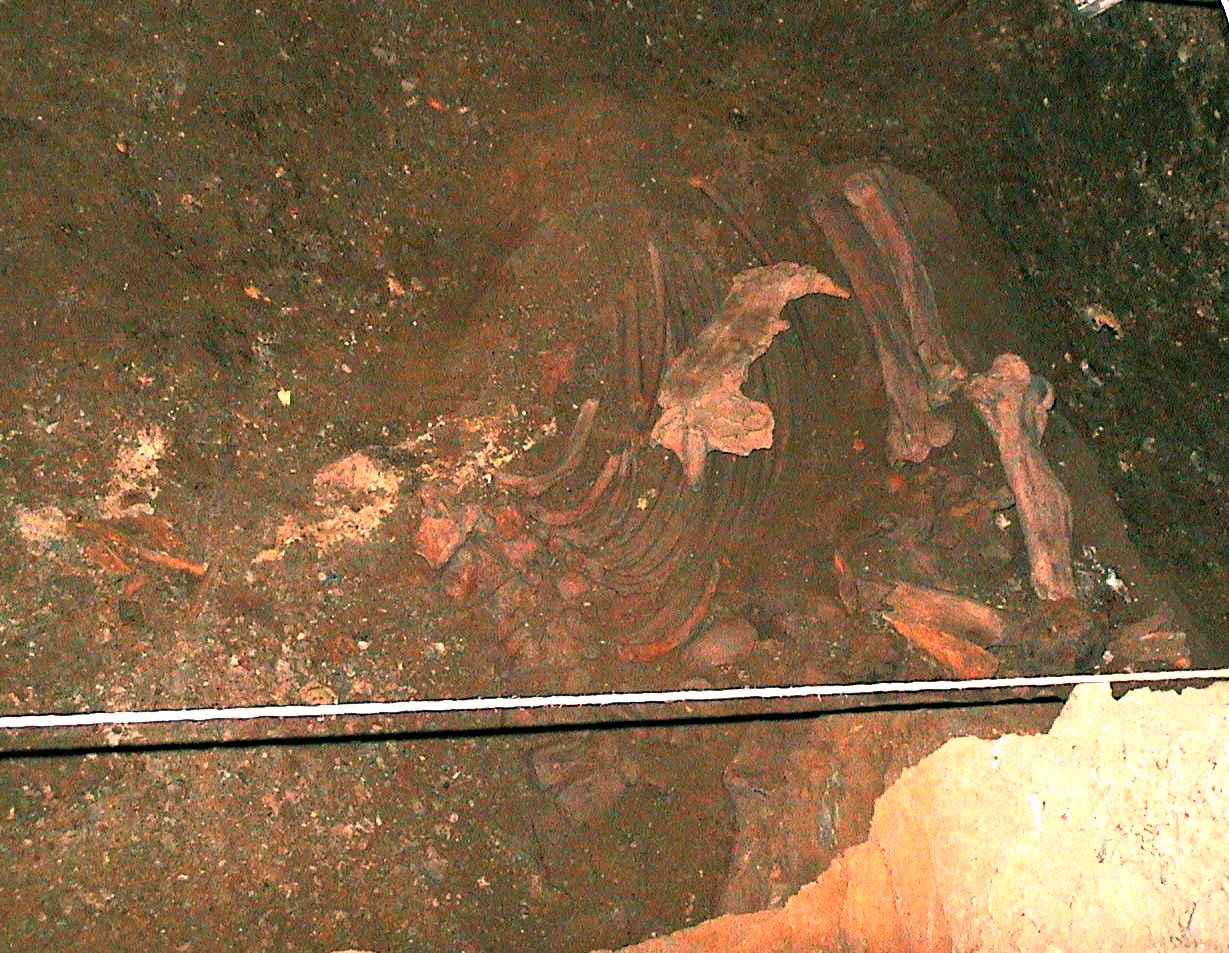
Monte Generoso, grotta dell'orso